# End Game (pjesma Taylor Swift)

"End Game" pjesma je američke kantautorice Taylor Swift, u kojoj također pjevaju britanski pjevač Ed Sheeran i američki reper Future, snimljen za njen šesti studijski album Reputation (2017). Pjesma, koju su napisali trio umjetnika i producenati Maxa Martin i Shellback, prvi put je objavljena na francuskom suvremenom pop radiju kao treći singl albuma 14. studenog 2017. godine. 

## O pjesmi
Dana 14. studenog 2017. ova pjesma je puštena na radijskih postajama koje puštaju suvremene hitove u Francuskoj. 11. siječnja 2018. Swift je objavila da će glazbeni spot End Gamea biti pušten u ponoć. Pjesmu su napisali Swift, Max Martin i Shellback. Pjesma traje četiri minute i četiri sekunde a Swiftin glas se proteže od D3 do E5.  
"I wanna be your end game" centrira se oko ideje da Swift želi biti kraj nečije "igre" odnosno želi biti ona osoba koju taj čovjek želi. Iako ona ne jasno stavlja do znanja tko je taj čovjek, čini se da internet pretpostavlja da, jer ima veliku "reputaciju", mora biti Tom Hiddleston.

## Glazbeni video
Početkom prosinca 2017. Sheeran je potvrdio da će biti objavljen spot za pjesmu.
10. siječnja 2018. Swift je preko svoje društvene medijske aplikacije "The Swift Life" objavila da će glazbeni spot za pjesmu biti objavljen 12. siječnja i da će najava video snimke biti premijerno prikazana na Good Morning America. Također je objavila nekoliko slika iz videa. Sljedećeg dana Swift je objavila teaser za video na društvenim medijima.
12. siječnja 2018. video je debitirao na Swiftinom kanalu Vevo. To je Swiftin sedmi spot u režiji Josepha Kahna. Spot prikazuje Swift kako tulumari na raznim lokacijama - s Future na jahti u Miamiju na Floridi, sa Sheeranom u noćnom klubu u Tokiju, Japan, is raznim prijateljima na dvokatnom autobusu u Londonu, Engleska. Videozapis je zabilježio 14,4 milijuna prikaza u roku od 24 sata od prijenosa na YouTube. Od siječnja 2019. videozapis ima više od 190 milijuna prikaza.

## Ljestvice
| Ljestvice                  | Najviša pozicija |
| -------------------------- | ---------------- |
| Australija                 | 36.              |
| Belgija                    | 8.               |
| Češka                      | 63.              |
| Francuska                  | 130.             |
| Kanada                     | 11.              |
| Irska                      | 68.              |
| Njemačka                   | 47.              |
| Portugal                   | 81.              |
| Sjedinjene Američke Države | 10.              |
| Ujedinjeno Kraljevstvo     | 49.              |